# Finger spin

Animacja przedstawiająca off spin

Finger spin, w krykiecie technika rzucania w stylu slow.  Bowler w momencie rzutu piłki odpowiednio układając palce nadaje jej odpowiednią rotację.  W porównaniu z wrist spinem rzucający w stylu figner spin zazwyczaj mniej podkręcają piłkę ale ich rzuty są bardziej dokładne.
Praworęczny finger spin nazywa się off spin, leworęczny finger spin to left-arm orthodox spin.